# Halls
Halls («Холлс») — торговая марка ментоловых леденцов от кашля и першения во рту. Классифицированы как подавитель кашля и пероральный анестетик.
Впервые они были выпущены в 1930 году в Великобритании компанией Halls Brothers. В России, где бренд известен с начала 90-х, леденцы Halls производятся компанией Mondelēz International. Владельцем марки леденцов является компания Kraft Foods. На данный момент насчитывается 26 различных продуктов марки Halls, они продаются в 24 странах.

## Вкусы

### В мире
- Air Mint
- Black Cherry
- Blackcurrant
- Blackberry-Lyptus
- Canada Dry
- Caribe
- Chela-Limón
- Cherry
- Citrus Blend
- Colours
- Fresh Mint
- Green Tea
- Green Grapes
- Grape
- Harvest Peach with Soothing Honey Center
- Honey-berry
- Honey-Lemon
- Ice Blue Peppermint
- K-fe (Coffee)
- Kiwi-Apple
- Lemon Pie
- Licorice
- Mentho-Lyptus
- Mint & Chocolate
- Mountain Berry
- Mountain Menthol
- Naturals including Sweet Herbal Mint
- Orange
- Paloma
- Peppermint with Vanilla Crystals
- Piña Colada
- Peach
- Pomegranate
- Red Bull
- Refresh (Extra Moist)
- Spearmint
- Strawberry
- Strawberry Filled with Chocolate
- Sunshine Citrus (Halls Naturals)
- Sweet Herbal Mint (Halls Naturals)
- Tropical Fruit
- Watermelon

### В Великобритании
- Mentho-lyptus Blackcurrant
- Mentho-lyptus Extra strong
- Mentho-lyptus Honey & Lemon
- Mentho-lyptus Ice cool
- Mentho-lyptus Original
- Mentho-lyptus Sugar-Free Cherry
- Mentho-lyptus Sugar-Free Original
- Soothers Blackcurrant
- Soothers Cherry
- Soothers Peach And Raspberry
- Soothers Strawberry

### В России
- Мёд с Лимоном
- Ментол Экстра
- Оригинальный
- Colours
- Кока-Кола
- Апельсин
- Арбуз
- Яблоко
- Манго
- Гранат и ягода асаи
- Клубника